# Santee (Caroline du Sud)
Pour les articles homonymes, voir Santee.
Santee est une ville du comté d'Orangeburg en Caroline du Sud, aux États-Unis.

## Démographie
| 1950 | 1960 | 1970 | 1980 | 1990 | 2000 |
| ---- | ---- | ---- | ---- | ---- | ---- |
| 107  | 105  | 137  | 280  | 638  | 740  |

| 2010 | - | - | - | - | - |
| ---- | - | - | - | - | - |
| 961  | - | - | - | - | - |